# Braian Toledo
Pour les articles homonymes, voir Toledo.
Braian Ezequiel Toledo, né le 8 septembre 1993 à Marcos Paz (province de Buenos Aires) et mort le 27 février 2020 dans la même ville, est un athlète argentin spécialiste du lancer du javelot.

## Biographie
En 2009, Braian Toledo remporte le bronze aux Championnats du monde jeunesse à Bressanone, avec 73,44 m. Il est devancé par le Taïwanais Huang Shih-Feng et le Français Killian Durechou. La même année, il s'impose aux Championnats panaméricains juniors.
En 2010, il s'impose aux Jeux olympiques de la jeunesse organisés à Singapour, avec un jet à 81,78 m.
En 2011, il conserve son titre aux Championnats panaméricains juniors avec 76,40 m. Aux Jeux panaméricains, chez les séniors, il remporte la médaille de bronze avec 79,53 m, derrière le Cubain Guillermo Martínez et l'Américain Cyrus Hostetler. Il bat ainsi le record national, que détenait Pablo Pietrobelli depuis 2007 avec 79,45 m, et réussit les minima B pour les Jeux olympiques de Londres.
En 2012, Toledo fait progresser deux fois son record : 79,73 m le 3 mai lors du Grand Prix Sudamericano Hugo La Nasa à Buenos Aires, 79,87 m le 24 juillet à Manresa. 
Il remporte les Championnats ibéro-américains en battant les Colombiens Arley Ibargüen et Dayron Márquez puis devient vice-champion du monde junior à Barcelone, derrière le Trinidadien Keshorn Walcott.
Aux Jeux, il est éliminé avec un meilleur jet à 76,87 m.
En 2013, pour sa première participation aux Championnats d'Amérique du Sud, il décroche la médaille de bronze, la compétition étant remportée par le Paraguayen Víctor Fatecha. 
En 2014 il remporte pour la 4e fois consécutive les championnats nationaux à Rosario.
Le 29 mars 2015, Toledo dépasse pour la première fois les 80 m en lançant le javelot à 82,90 m.
En juin il termine 2e des Championnats d'Amérique du Sud derrière le Brésilien Júlio César de Oliveira qui bat le record du Brésil.
Le 24 août 2015, il bat en 83,32 m le record d'Argentine lors des qualifications des Championnats du monde à Pékin. Il termine dixième de la finale.
Alors en pleine préparation pour les Jeux olympiques de 2020 à Tokyo, Braian Toledo meurt dans un accident de la route dans sa ville natale de Marcos Paz le 27 février 2020, à l'âge de 26 ans.

## Palmarès
| Date | Compétition                            | Lieu                 | Résultat | Marque  |
| ---- | -------------------------------------- | -------------------- | -------- | ------- |
| 2009 | Championnats du monde jeunesse         | Bressanone           | 3e       | 73,44 m |
| 2009 | Championnats d'Amérique du Sud juniors | São Paulo            | 2e       | 69,63 m |
| 2009 | Championnats panaméricains juniors     | Port-d'Espagne       | 1er      | 69,84 m |
| 2010 | Jeux olympiques de la jeunesse         | Singapour            | 1er      | 81,78 m |
| 2011 | Championnats panaméricains juniors     | Miramar              | 1er      | 76,40 m |
| 2011 | Championnats d'Amérique du Sud juniors | Medellín             | 1er      | 74,04 m |
| 2011 | Jeux panaméricains                     | Guadalajara          | 3e       | 79,53 m |
| 2012 | Championnats ibéro-américains          | Barquisimeto         | 1er      | 77,33 m |
| 2012 | Championnats du monde juniors          | Barcelone            | 2e       | 77,09 m |
| 2013 | Championnats d'Amérique du Sud         | Carthagène des Indes | 3e       | 75,33 m |
| 2015 | Championnats d'Amérique du Sud         | Lima                 | 2e       | 79,34 m |
| 2015 | Championnats du monde                  | Pékin                | 10e      | 80,27 m |
| 2016 | Jeux olympiques                        | Rio de Janeiro       | 10e      | 79,81 m |
| 2018 | Jeux sud-américains                    | Cochabamba           | 3e       | 78,57 m |

### Records
| Épreuve           | Performance  | Lieu  | Date         |
| ----------------- | ------------ | ----- | ------------ |
| Lancer du javelot | 83,32 m (NR) | Pékin | 24 août 2015 |